# Exetastes lasius
Exetastes lasius là một loài tò vò trong họ Ichneumonidae.